# 배리 샤바가 헨리

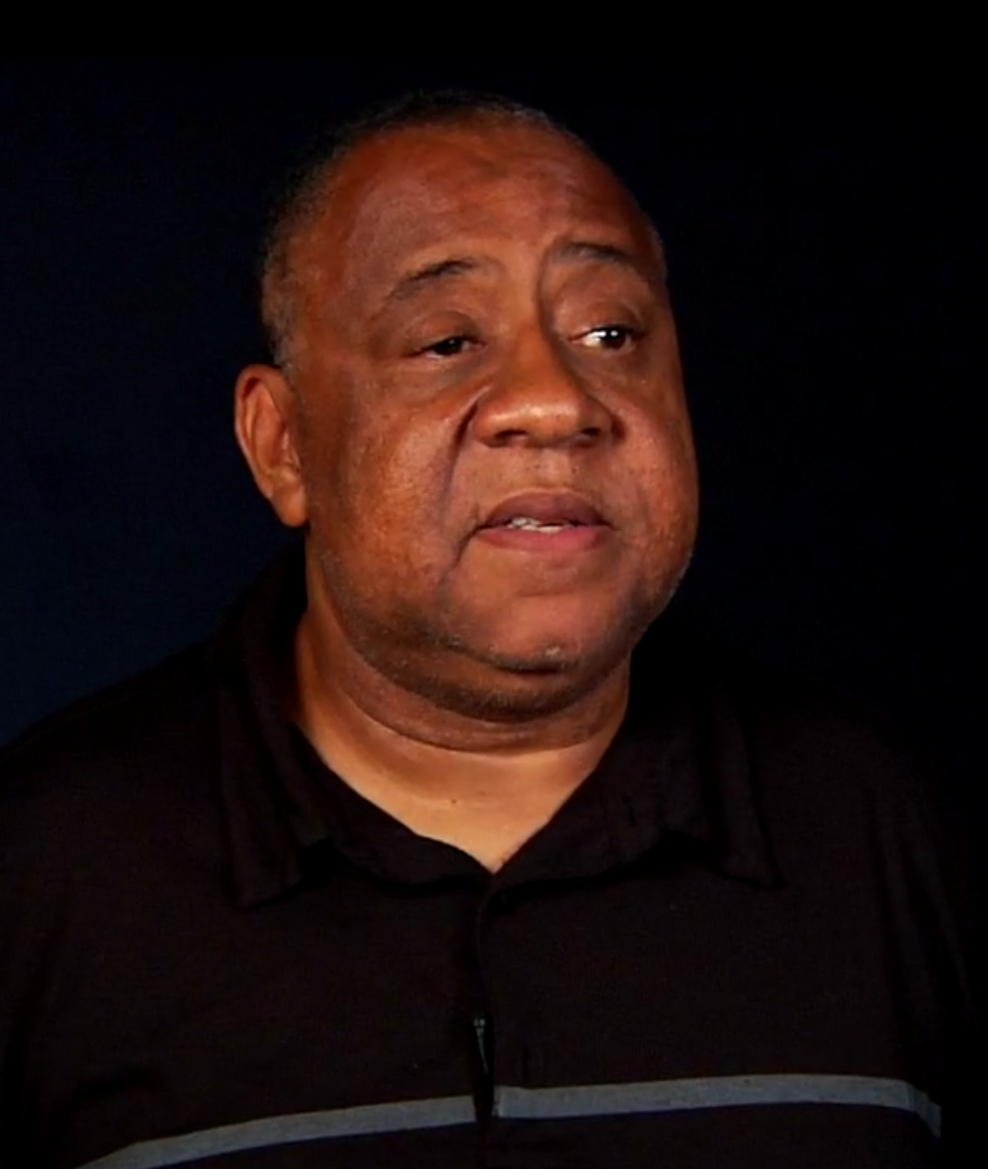

배리 셔바카 헨리(Barry Shabaka Henley, 1954년 9월 15일 ~ )는 미국의 배우이다.
뉴올리언스에서 태어났다.

## 출연 작품
- 럭키 (2017년)
- 패터슨 (2016년) - 의사 역
- 화이트 워터 (2015년)
- 리멤버 선데이 (2013년)
- 드라이 랜드 (2010년)
- 스트릿 오브 블러드 (2009년)
- 스테이트 오브 플레이 (2009년) - 진 스타비츠 역
- 호스맨 (2009년) - 턱 역
- 마이애미 바이스 (2006) - 마틴 카스티요 경위 역
- 라카와나 블루스 (2005년)
- 섀클스 (2005년) - 버질 역
- 4 브라더스 (2005년) - 카운실맨 더글러스 역
- 콜래트럴 (2004년) - 다니엘 역
- 터미널 (2004) - 서먼 역
- 페이브먼트 (2002, Pavement) - 마크스 경위 역
- 알리 (2001)
- 에디 머피의 라이프 (1999) - 포커페이스 역
- 레게 파티 (1998년)
- 패치 아담스 (1998년)
- 러시 아워 (1998년)
- 데스티니 (1995년)
- 로드 오브 일루션 (1995년)
- 블루 데블 (1995)
- 스카우트 (1994)
- 어제 오늘 그리고 내일 (1993)

### 텔레비전
- 클로스 투 홈 (2005-06)
- 히어로즈 (2007)
- 플래시포워드 (2009-10)
- 밥 하트 아비솔라 (2019-현재, Bob Hearts Abishola)